# Humphreys (Missouri)
Humphreys è un villaggio degli Stati Uniti d'America, situato nello Stato del Missouri, nella contea di Sullivan.